# أبلش
أبلش هي مدينة في مقاطعة بهبهان، إيران. عدد سكان هذه المدينة هو 718 في سنة 2006.